# Huberia piranii
Huberia piranii är en tvåhjärtbladig växtart som beskrevs av José Fernando Andrade Baumgratz. Huberia piranii ingår i släktet Huberia och familjen Melastomataceae. Inga underarter finns listade i Catalogue of Life.